# Cyperus gyraudinii
Cyperus gyraudinii är en halvgräsart som beskrevs av Ernst Gottlieb von Steudel. Cyperus gyraudinii ingår i släktet papyrusar, och familjen halvgräs.
Artens utbredningsområde är Réunion. Inga underarter finns listade i Catalogue of Life.